# Juris Silovs
|  | Per a altres significats, vegeu «Juris Silovs (ciclista)». |

Juris Silovs -rus: Силов, Юрий Викентьевич- (30 d'agost del 1950 - 28 de setembre del 2018) fou un atleta letó de Krāslava que competí amb la Unió Soviètica del 1970 fins al 78, principalment en proves de 100 metres. Entrenà a les societat esportiva voluntària (Добровольные спортивные общества) Vārpa a Riga.
Silovs competí amb l'URSS als Jocs Olímpics de Múnic del 1972 en les proves de 4x100 m, guanyant la medalla de plata fent equip amb Aleksandr Kornelyuk, Vladimir Lovetskiy i Valeri Borzov. Hi torna a competir en l'edició del 1976 a Mont-real, altre cop tornant a pujar al podi aquest cop amb la medalla de plata amb Aleksandr Aksinin, Nikolay Kolesnikov i Valeri Borzov.
Silovs també competí a les universíades del 73 a Moscou, guanyant l'or a la prova de 100 m, així com a la competició per equip dels 4x100 m. També hi guanyà l'or a les universíades del 75 i del 77 en la seva prova estrella dels 4x100 m.
Es va retirar degut a una lesió el 1978, esdevenint després un empresari de la restauració.

## Millors resultats
| Esdeveniment                      | Temps   | Data                 | Localització     | Notes             |
| --------------------------------- | ------- | -------------------- | ---------------- | ----------------- |
| 60 metres llisos (interior)       | 6,65 s  | 9 de març del 1974   | Göteborg, Suècia | Record de record  |
| 60 m (cronòmetre de mà; interior) | 6,4 s   | 4 de febrer del 1971 | Moscou, URSS     | Rècord de Letònia |
| 100 m                             | 10,33 s | 17 d'agost del 1973  |                  |                   |
| 100 m (cronòmetre de mà)          | 10,1 s  | 1974                 |                  |                   |
| 100 m (interior)                  | 10,66 s | 1 de març del 1978   | Moscou, URSS     | Rècord de Letònia |
| 200 m                             | 21,3 s  | 1973                 |                  |                   |